# Gauliga Westfalen 1935/36
Die Gauliga Westfalen 1935/36 war die dritte Spielzeit der Gauliga Westfalen im Fußball. Die Meisterschaft sicherte sich der FC Schalke 04 mit zehn Punkten Vorsprung auf den SV Germania Bochum. Schalke qualifizierte sich für die Endrunde um die deutsche Meisterschaft, wo sie nach einem 8:1-Sieg über den schlesischen Vertreter Vorwärts-Rasensport Gleiwitz den dritten Platz belegten. Die Abstiegsränge belegten Preußen Münster und Union Recklinghausen. Aus den Bezirksligen stiegen der SV Rotthausen und Borussia Dortmund auf.

## Abschlusstabelle
| Pl. | Verein               | Sp. | S  | U | N  | Tore    | Quote | Punkte |
| --- | -------------------- | --- | -- | - | -- | ------- | ----- | ------ |
| 1.  | FC Schalke 04 (M)    | 18  | 17 | 1 | 0  | 094:110 | 8,55  | 35:10  |
| 2.  | Germania Bochum      | 18  | 11 | 3 | 4  | 037:200 | 1,85  | 25:11  |
| 3.  | SV Höntrop           | 18  | 10 | 4 | 4  | 045:370 | 1,22  | 24:12  |
| 4.  | SuS Hüsten 09        | 18  | 6  | 5 | 7  | 050:360 | 1,39  | 17:19  |
| 5.  | Westfalia Herne      | 18  | 7  | 2 | 9  | 034:390 | 0,87  | 16:20  |
| 6.  | SpVgg Herten         | 18  | 6  | 4 | 8  | 026:390 | 0,67  | 16:20  |
| 7.  | TuS Bochum 08 (N)    | 18  | 6  | 2 | 10 | 033:480 | 0,69  | 14:22  |
| 8.  | Erler SV 08 (N)      | 18  | 6  | 2 | 10 | 034:500 | 0,68  | 14:22  |
| 9.  | Preußen Münster      | 18  | 4  | 6 | 8  | 019:440 | 0,43  | 14:22  |
| 10. | Union Recklinghausen | 18  | 2  | 1 | 15 | 021:690 | 0,30  | 05:31  |

| (M) | Titelverteidiger               |
| (N) | Aufsteiger aus der Bezirksliga |

## Aufstiegsrunde
| Platz | Verein                                        | Spiele | Tore  | Quote | Punkte |
| ----- | --------------------------------------------- | ------ | ----- | ----- | ------ |
| 1.    | SV Rotthausen (Sieger Gruppe Gelsenkirchen)   | 10     | 34:16 | 2,13  | 16:40  |
| 2.    | Borussia Dortmund (Sieger Gruppe Dortmund)    | 10     | 32:16 | 2,00  | 15:50  |
| 3.    | Preußen Bochum (Sieger Gruppe Bochum)         | 10     | 23:14 | 1,44  | 14:60  |
| 4.    | VfB 03 Bielefeld (Sieger Gruppe Minden)       | 10     | 20:30 | 0,67  | 07:13  |
| 5.    | Sportfreunde Siegen (Sieger Gruppe Arnsberg)  | 10     | 17:29 | 0,59  | 05:15  |
| 6.    | SuS 13 Recklinghausen (Sieger Gruppe Münster) | 10     | 09:30 | 0,30  | 03:17  |